# Vinețești
Vinețești – wieś w Rumunii, w okręgu Vaslui, w gminie Oltenești. W 2011 roku liczyła 655 mieszkańców.